# Émile Dewoitine

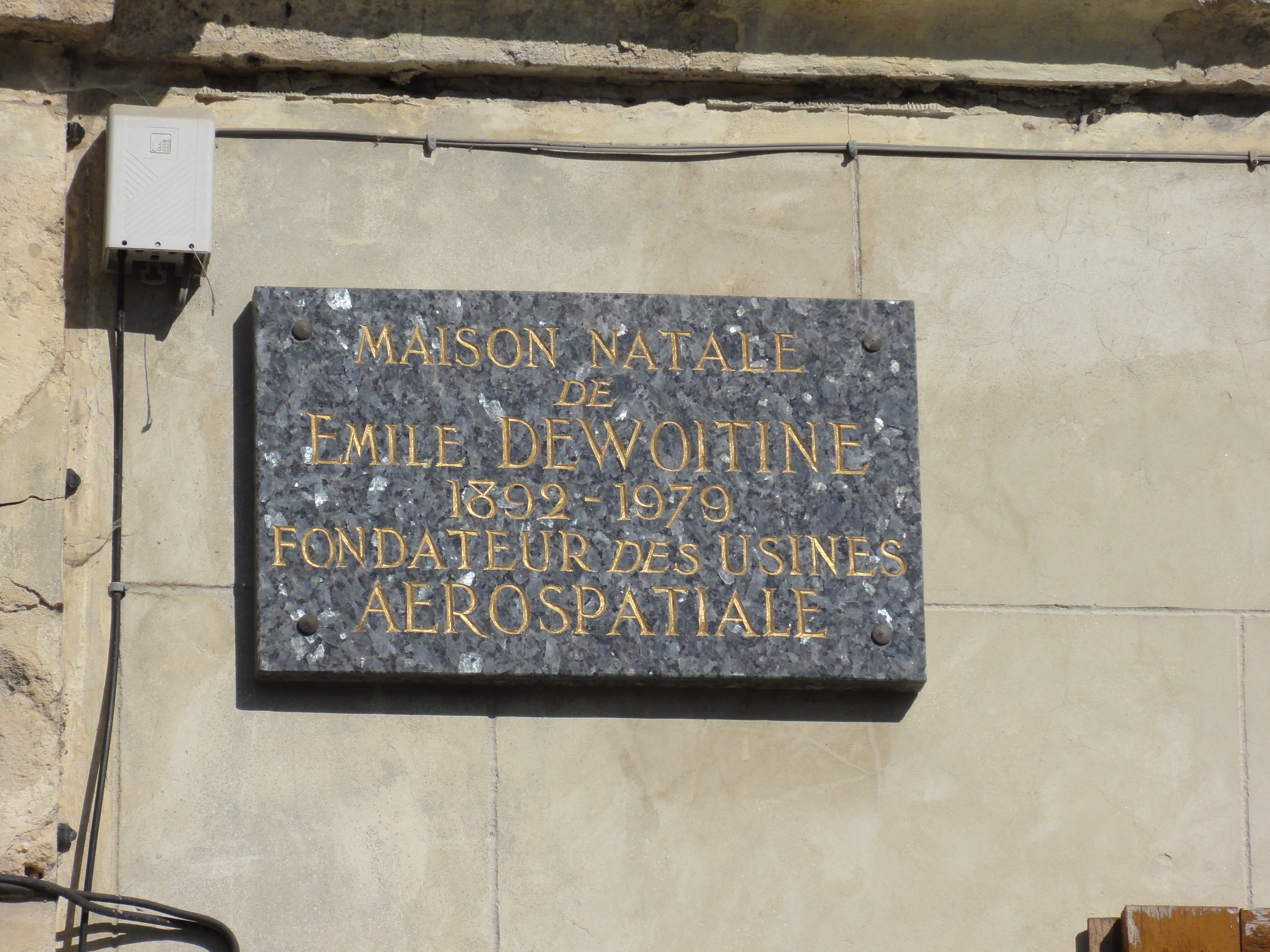
Lapide apposta sulla casa in cui nacque

Émile Dewoitine (Crépy en Laonnais, 26 settembre 1892 – Tolosa, 5 luglio 1979) è stato un ingegnere francese, specializzato nella progettazione aeronautica.

## Biografia
Émile Dewoitine nasce il 26 settembre 1892 a Crépy, nell'Aisne, e fin dall'infanzia si interessa al mondo dell'aviazione. Viene soprannominato " mimile-bras-de-fer" per la sua durezza e intransigenza. Completa gli studi secondari a Reims, entrando poi all'École Bréguet di Parigi. Nel 1911 parte per il servizio militare entrando nel 5º Reggimento del Genio a Satory, dove diviene vigile del fuoco-aeronauta. Passa poi l'École Bleriot di Étampes, dove si diploma meccanico aeronautico, e riceve il battesimo all'aria nel febbraio dello stesso anno. Al termine dei corsi viene inviato a Biskra, in Algeria, in seno ad una formazione equipaggiata con biplani Farman. Con l'aiuto del suo capo squadriglia Henri de la Fargue, costruisce "l'Aérosable", un velivolo adatto ad operare nelle zone sabbiose. In seguito partecipa al raid a tappe Biskra-Tunisi (febbraio-marzo 1913), compiendo, nell'aprile dello stesso anno un volo di 800 km da Biskra a Ouargla, con tappa a Toggourt
Termina il servizio militare nel febbraio 1914, ma allo scoppio della prima guerra mondiale, nell'agosto dello stesso anno, viene mobilitato. Lavora per qualche tempo a Courbevoie. Raggiunge il campo di Mourmelon e parte per raggiungere l'Armée d'Orient nel luglio 1915. La sua conoscenza dei velivoli Voisin  gli permette di trasferirsi a Reni, alla frontiera russo-rumena. In seguito gli viene assegnata la direzione della produzione aeronautica delle Officine Anatra di Odessa e Simferopol, che costruiscono su licenza i bombardieri Voisin. Rientra in Francia nell'ottobre 1917, dopo lo scoppio della rivoluzione russa. Al suo ritorno viene assegnato al Service des fabrications de l'aéronautique (S.F.A.) presso la Forges et Ateliers de Construction Latécoère di Tolosa. La società Latécoère deve produrre su licenza i velivoli Salmson 2 A2 e Breguet 14, e il compito dell'ingegner Dewoitine è quello di attrezzare le linee di produzione dei due aerei. Il primo Salmson 2 A2 di serie vola per la prima volta nel maggio 1918, e entro la fine del mese di dicembre dello stesso anno ne vengono prodotti oltre 600 esemplari, con una punta di 110 evelivoli realizzati nel mese di settembre. Émile Dewoitine viene smobilitato nel 1919, e domanda a Pierre Georges Latécoère di affidargli la direzione di uno studio tecnico all'interno della ditta. Ma Latécoère, pur apprezzando Dewoitine preferisce lasciarlo a capo dell'organizzazione della produzione. Deluso, si licenzia dalla Forges et Ateliers de Construction Latécoère nel luglio 1920.
Nell'ottobre del 1920 si trasferisce a Tolosa dove crea una propria società di costruzioni aeronautiche, la Société anonyme des avions Dewoitine (SAD). Il primo velivolo, realizzato in risposta ad una specifica emessa dalla Direction de l'aéronautique, è il caccia monoposto Dewoitine D.1. Tale progetto viene accettato, e nel 1921 ne vengono ordinati due prototipi. Il primo prototipo del D.1 effettua con successo il suo primo volo a Pau il 18 novembre 1922, con ai comandi l'ingegner Georges Barbot. Il velivolo, durante la prove ufficiali effettuate a Villacoublay, fa registrare una velocità massima di 247 km/h a 4.000 m d'altitudine. La Marine nationale ne ordina trenta esemplari, e l'aereo viene esportato in numerosi paesi, tra cui l'Italia e la Jugoslavia. Su di esso, il 23 dicembre 1924, il pilota collaudatore Marcel Doret, assunto da Dewoitine come capo pilota, batte ben tre record mondiali di velocità.
Presso la sua nuova azienda Dewoitine lavora anche su vari progetti di aerei da bombardamento e trasporto passeggeri, ma la successiva realizzazione è un aliante. Nel maggio 1922 realizza l'aliante Dewoitine P.1, dotato di ali parzialmente flessibili. Ad esso segue una versione ingrandita del P.1, designata Dewoitine P.2. Durante i voli di collaudo entrambi i modelli dimostrano buone prestazioni. Il successivo progetto, realizzato con l'aiuto dell'ingegner Robert Castello, è un altro aliante, il Dewoitine P.3. Il 31 gennaio 1923 il prototipo del P.3 rimane in volo per 8 ore e 36 minuti consecutivi. Questo tempo, pur dimostrando le eccellenti prestazioni degli alianti realizzati da Dewoitine, non verrà mai omologato.
Nel 1927 Émile Dewoitine chiude la propria azienda per sopravvenute difficoltà economiche e si trasferisce a Thun, in Svizzera, dove realizza il caccia D.27. Questo è il primo aereo monoscocca mai realizzato, e viene prodotto in serie dalla EKW per l'allora componente aerea dell'Esercito svizzero. L'aereo si rivela però troppo sofisticato per le Fliegertruppen, e per favorire l'addestramento dei piloti venne realizzata un'apposita versione, designata Dewoitine D.26, dotata di propulsore Hispano-Suiza 9QA da 250 CV.
Dopo essere riuscito a risollevarsi finanziariamente Dewoitine ritorna in patria dove, associandosi all'industriale Marc Birkigt presidente della Hispano-Suiza, fonda la società Constructions Aéronautiques Émile Dewoitine. Con essa produce tutta una serie di velivoli militari, quali i caccia Dewoitine D.37, Dewoitine D.500, Dewoitine D.510, Dewoitine D.520, Dewoitine D.550, e civili (trimotori da trasporto passeggeri Dewoitine D.33, Dewoitine D.333, Dewoitine D.338, ecc.). Nel 1931 il Dewoitine D.33 "Trait d'Union" è il primo velivolo francese a percorrere 10 000 km su circuito chiuso senza rifornimento.
Nel gennaio 1934 il prototipo Dewoitine D.332 "L'Émeraude", un velivolo trimotore da trasporto passeggeri, stabilisce il record di velocità sulla tratta Parigi-Saigon, ma si schianta a Morvan durante il volo di ritorno, il 15 gennaio 1934.
Nel 1936 la Constructions Aéronautiques Émile Dewoitine venne nazionalizzata, diventando la Société nationale des constructions aéronautiques du midi (S.N.C.A.M).
A partire dal 1936, assieme agli ingegneri Albert Caquot e Robert Castello, realizza il miglior caccia francese della seconda guerra mondiale, il D.520. Il prototipo del nuovo caccia, dotato di propulsore Hispano-Suiza 12Y-21 da 890 hp, vola per la prima volta il 2 ottobre 1938 sull'aeroporto di Tolosa Francazal, pilotato dal collaudatore Marcel Doret.
Nel 1940, dopo l'armistizio con la Germania, Dewoitine si trasferisce negli Stati Uniti d'America dove ha in programma, con l'aiuto del generale Henry Arnold e dell'industriale Henry Ford, la produzione degli aerei da caccia Dewoitine D.520. Richiamato in Francia vi ritorna, ma viene arrestato prima di essere processato e assolto. Nel 1941, in una Francia parzialmente occupata dai tedeschi, il governo di Vichy riorganizzò l'industria aeronautica fondendo tutte le Société Nationale, entro le quali si trovava la S.N.C.A.M. (l'antica Dewoitine), in due grandi complessi: la Société nationale des constructions aéronautiques du sud-est (S.N.C.A.S.E.), concentrata attorno a Tolosa e Marsiglia, e la Société nationale des constructions aéronautiques du sud-ouest (S.N.C.A.S.O.), concentrata attorno a Bordeaux.
In disaccordo con la politica industriale del governo di Vichy, Émile Dewoitine abbandona la S.N.C.A.S.E. e si trasferisce a Parigi, nella zona occupata dall'esercito tedesco, dove viene incaricato di organizzare la produzione della società S.I.P.A. (Société Industrielle Pour l'Aéronautique), una nuova industria che doveva produrre su licenza velivoli da addestramento per la Luftwaffe.
Dewoitine lavora a Parigi, sotto la supervisione dell'industria aeronautica tedesca Arado Flugzeugwerke, alla direzione di un ufficio studi che occupa 200 dipendenti, incaricato di riprodurre una versione migliorata dell'addestratore Arado Ar 96, designata SIPA S-10.
Con l'evolversi della guerra, e la paura di essere arrestato per motivi politici perché recherché pour intelligence avec l'ennemi et atteinte à la sureté extérieure de l'État (ricercava la connivenza con il nemico e attentava alla sicurezza esterna dello stato), lo porta ad emigrare in Spagna nel 1944. Qui collabora con l'industria A.I.S.A. (Aeronáutica Industrial S.A.) alla realizzazione del secondo prototipo dell'AVD-12C.
Dalla Spagna si trasferisce in Argentina, dove pensa di continuare il suo lavoro di tecnico aeronautico. Nel 1947 progetta lo FMA I.Ae. 27 Pulqui I, primo aereo da caccia con propulsione a reazione argentino. Il 9 febbraio 1948 la corte di giustizia della Seine lo condanna in contumacia a 20 anni di lavori forzati, all'indegnità nazionale (indignité nationale) e alla confisca dei suoi beni. Ritorna in Francia nel 1953, dopo aver negoziato l'amnistia, ma non può più riprendere l'attività di costruttore aeronautico. Dopo un soggiorno in Patagonia dove possiede una fattoria con 8 000 pecore, si trasferisce di nuovo in Svizzera, e poi a Tolosa, dove muore il 5 luglio 1979.

## Realizzazioni

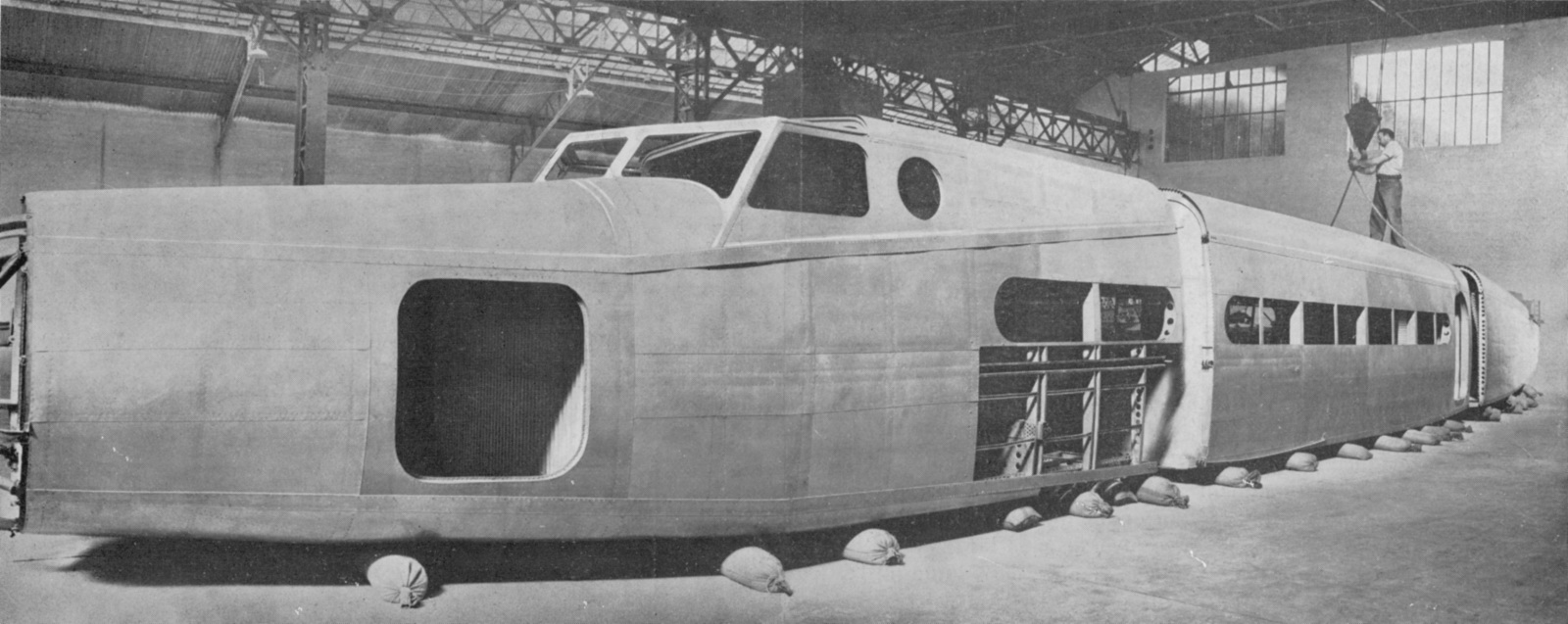
Assemblaggio del Dewoitine D.333

- Dewoitine D.1, caccia monoplano realizzato in 234 esemplari, destinati all'esportazione
- Dewoitine P.1, aliante
- Dewoitine P.2, aliante
- Dewoitine P.3, aliante
- Dewoitine D.7, velivolo monoposto da corsa
- Dewoitine D.8, caccia monoplano a fusoliera metallica da alta quota, realizzato nel 1924
- Dewoitine D.9, caccia derivato dal D.1, di costruzione interamente metallica, prodotto in 165 esemplari
- Dewoitine D.14, monoplano da trasporto civile, realizzato nel 1925
- Dewoitine D.19, caccia monoplano costruito in tre esemplari per la Svizzera, realizzati nel 1926
- Dewoitine D.25, caccia biposto costruito in cinque esemplari nel 1928, di cui quattro esportati in Argentina
- Dewoitine D.27, caccia monoplano
- Dewoitine D.28, monoplano da trasporto per sei passeggeri, realizzato nel 1929
- Dewoitine D.27-III, caccia monoplano di costruzione interamente metallica, realizzato in 65 esemplari per la Svizzera nel 1931
- Dewoitine D.30, monoplano da trasporto per 10 passeggeri, realizzato nel 1931
- Dewoitine D.33 Trait d'union, monomotore civile da record, due esemplari costruiti nel 1932
- Dewoitine D.31, velivolo trimotore da trasporto per 10 passeggeri
- Dewoitine D.53, caccia imbarcato derivato dal Dewoitine D.27
- Dewoitine D.481, aereo monoplano ad ala bassa per l'addestramento
- Dewoitine D.500, caccia monoplano ad ala bassa costruito in 97 esemplari per l'Armée de l'Air
- Dewoitine D.430, trimotore triposto ad ala alta, destinato a compiti di "polizia coloniale"
- Dewoitine D.501, caccia monoplano ad ala bassa costruito in 143 esemplari a partire dal 1933
- Dewoitine D.332 L'Émeraude, trimotore da trasporto per 8 passeggeri, realizzato nel 1934
- Dewoitine D.371, caccia monoplano realizzato nel 1935, costruito in 82 esemplari per l'Armée de l'Air francese e la Marine nationale
- Dewoitine D.333, trimotore di trasporto civile per 10 passeggeri, costruito in tre esemplari per Air France
- Dewoitine D.510, caccia monoplano ad ala bassa del 1936, costruito in 120 esemplari
- Dewoitine D.513, prototipo di caccia monoplano
- Dewoitine D.338, trimotore da trasporto civile per 22 passeggeri, realizzato in 31 esemplari per l'Air France
- Dewoitine D.620, trimotore da trasporto per 30 passeggeri, realizzato nel 1938
- Dewoitine D.342, trimotore da trasporto per 24 passeggeri
- Dewoitine D.520, caccia monoplano del 1939, costruito in 907 esemplari per l'Armée de l'Air, di cui 403 prima dell'armistizio
- Dewoitine D.770, bimotore triposto da bombardamento, realizzato nel 1940
- Dewoitine HD.730, idrovolante biposto da ricognizione
- A.I.S.A. AVD-12C, velivolo da addestramento
- I.Ae. 27 Pulqui I, prototipo di caccia a reazione.